# افضل‌آباد (خاش)
افضل‌آباد (خاش)، روستایی از توابع بخش پشتکوه شهرستان خاش در استان سیستان و بلوچستان ایران است.

## جمعیت
این روستا در دهستان پشتکوه قرار دارد و براساس سرشماری مرکز آمار ایران در سال ۱۳۸۵، جمعیت آن ۵۱۴ نفر (۸۲خانوار) بوده‌است.